# Saint-Mars-sur-la-Futaie
Pour les articles homonymes, voir Saint-Mars.
Saint-Mars-sur-la-Futaie est une commune française, située dans le département de la Mayenne en région Pays de la Loire, peuplée de 521 habitants.
La commune fait partie de la province historique du Maine, et se situe dans le Bas-Maine.

## Géographie
| Landivy               | Landivy                  | La Dorée                    |
| Pontmain              | Saint-Mars-sur-la-Futaie | La Dorée                    |
| Saint-Ellier-du-Maine | Montaudin                | Saint-Berthevin-la-Tannière |

### Cours d'eau
La Futaie.

### Climat
Le climat qui caractérise la commune est qualifié, en 2010, de « climat océanique franc », selon la typologie des climats de la France qui compte alors huit grands types de climats en métropole. En 2020, la commune ressort du type « climat océanique » dans la classification établie par Météo-France, qui ne compte désormais, en première approche, que cinq grands types de climats en métropole. Ce type de climat se traduit par des températures douces et une pluviométrie relativement abondante (en liaison avec les perturbations venant de l'Atlantique), répartie tout au long de l'année avec un léger maximum d'octobre à février.
Les paramètres climatiques qui ont permis d’établir la typologie de 2010 comportent six variables pour les températures et huit pour les précipitations, dont les valeurs correspondent aux données mensuelles sur la normale 1971-2000. Les sept principales variables caractérisant la commune sont présentées dans l'encadré ci-après.
| Paramètres climatiques communaux sur la période 1971-2000 - Moyenne annuelle de température : 10,5 °C - Nombre de jours avec une température inférieure à −5 °C : 2,6 j - Nombre de jours avec une température supérieure à 30 °C : 1,5 j - Amplitude thermique annuelle : 13,6 °C - Cumuls annuels de précipitation : 988 mm - Nombre de jours de précipitation en janvier : 14,4 j - Nombre de jours de précipitation en juillet : 8,4 j |

Avec le changement climatique, ces variables ont évolué. Une étude réalisée en 2014 par la Direction générale de l'Énergie et du Climat complétée par des études régionales prévoit en effet que la  température moyenne devrait croître et la pluviométrie moyenne baisser, avec toutefois de fortes variations régionales. La station météorologique de Météo-France installée sur la commune et en service de 1954 à 2019 permet de connaître l'évolution des indicateurs météorologiques. Le tableau détaillé pour la période 1981-2010 est présenté ci-après.
| Mois                                  | jan.            | fév.             | mars          | avril         | mai             | juin          | jui.         | août          | sep.            | oct.          | nov.            | déc.           | année    |
| ------------------------------------- | --------------- | ---------------- | ------------- | ------------- | --------------- | ------------- | ------------ | ------------- | --------------- | ------------- | --------------- | -------------- | -------- |
| Température minimale moyenne (°C)     | 1,8             | 1,5              | 3,5           | 4,9           | 8,4             | 11            | 12,8         | 12,7          | 10,4            | 8             | 4,5             | 2,2            | 6,8      |
| Température moyenne (°C)              | 4,5             | 4,9              | 7,4           | 9,5           | 13              | 16            | 18           | 17,9          | 15,3            | 11,9          | 7,6             | 4,9            | 10,9     |
| Température maximale moyenne (°C)     | 7,2             | 8,2              | 11,3          | 14            | 17,7            | 21            | 23,1         | 23,1          | 20,1            | 15,7          | 10,7            | 7,7            | 15       |
| Record de froid (°C) date du record   | −17 08.01.1985  | −12,8 07.02.1991 | −9 07.03.1971 | −4 02.04.1996 | −1,9 03.05.1979 | 1 01.06.1989  | 5 05.07.1962 | 3 29.08.1989  | 1,8 04.09.1986  | −5 30.10.1955 | −6,8 20.11.1985 | −17 29.12.1964 | −17 1985 |
| Record de chaleur (°C) date du record | 15,4 13.01.1993 | 20 28.02.1960    | 22,5 26.03.12 | 28,4 20.04.18 | 29 24.05.10     | 36,9 20.06.17 | 37 23.07.19  | 36,5 05.08.03 | 33,4 01.09.1961 | 27,7 02.10.11 | 21,1 01.11.15   | 15,6 19.12.15  | 37 2019  |
| Précipitations (mm)                   | 98,4            | 72,7             | 74,7          | 60,8          | 81,3            | 61            | 67,1         | 54            | 77,3            | 97,9          | 96,8            | 103,4          | 945,4    |

## Urbanisme

### Typologie
Au 1er janvier 2024, Saint-Mars-sur-la-Futaie est catégorisée commune rurale à habitat très dispersé, selon la nouvelle grille communale de densité à sept niveaux définie par l'Insee en 2022.
Elle est située hors unité urbaine et hors attraction des villes,.

### Occupation des sols
L'occupation des sols de la commune, telle qu'elle ressort de la base de données européenne d’occupation biophysique des sols Corine Land Cover (CLC), est marquée par l'importance des territoires agricoles (97,4 % en 2018), en diminution par rapport à 1990 (98,9 %). La répartition détaillée en 2018 est la suivante : 
zones agricoles hétérogènes (46,5 %), prairies (44,9 %), terres arables (5,9 %), zones urbanisées (1,8 %), forêts (0,9 %). L'évolution de l’occupation des sols de la commune et de ses infrastructures peut être observée sur les différentes représentations cartographiques du territoire : la carte de Cassini (XVIIIe siècle), la carte d'état-major (1820-1866) et les cartes ou photos aériennes de l'IGN pour la période actuelle (1950 à aujourd'hui).

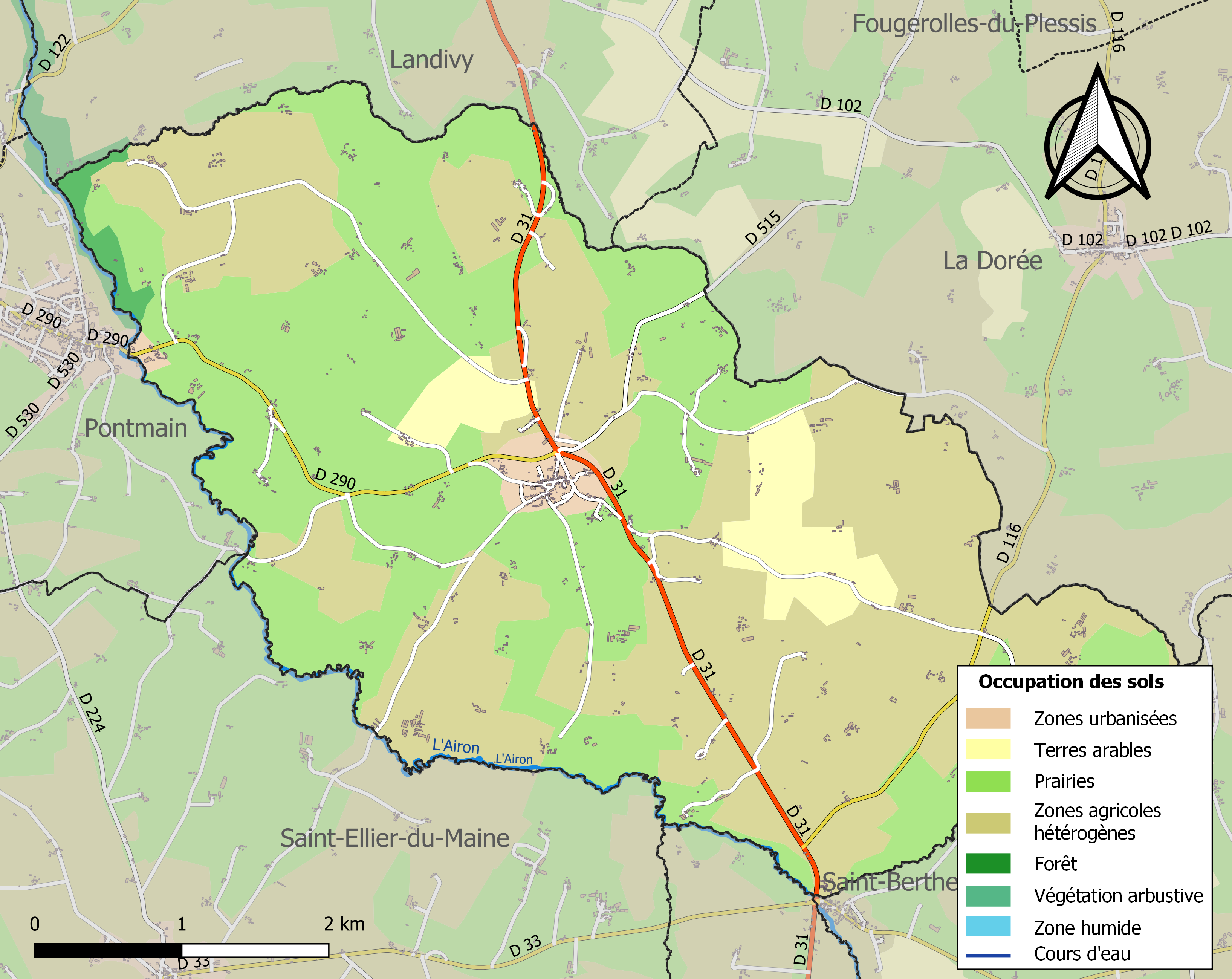
Carte des infrastructures et de l'occupation des sols de la commune en 2018 (CLC).

## Toponymie
Durant la Révolution, la commune porte le nom de Mont-Mars.

## Histoire

### Le chemin de fer
Saint-Mars-sur-la-Futaie était desservie par la ligne de chemin de fer départemental reliant Laval à Landivy. Cette ligne fut ouverte le 18 décembre 1901 et son déclassement fut décidé par le conseil général le 11 mai 1938.
En 1902, la gare de Saint-Mars-sur-la-Futaie avait accueilli 6 419 voyageurs.

## Démographie
L'évolution du nombre d'habitants est connue à travers les recensements de la population effectués dans la commune depuis 1793. Pour les communes de moins de 10 000 habitants, une enquête de recensement portant sur toute la population est réalisée tous les cinq ans, les populations de référence des années intermédiaires étant quant à elles estimées par interpolation ou extrapolation. Pour la commune, le premier recensement exhaustif entrant dans le cadre du nouveau dispositif a été réalisé en 2008.
En 2022, la commune comptait 521 habitants, en évolution de −5,79 % par rapport à 2016 (Mayenne : −0,73 %, France hors Mayotte : +2,11 %).
| 1793  | 1800  | 1806  | 1821  | 1831  | 1836  | 1841  | 1846  | 1851  |
| ----- | ----- | ----- | ----- | ----- | ----- | ----- | ----- | ----- |
| 1 620 | 1 235 | 1 455 | 1 457 | 1 403 | 1 462 | 1 483 | 1 516 | 1 529 |

| 1856  | 1861  | 1866  | 1872  | 1876  | 1881  | 1886  | 1891  | 1896  |
| ----- | ----- | ----- | ----- | ----- | ----- | ----- | ----- | ----- |
| 1 491 | 1 508 | 1 451 | 1 402 | 1 428 | 1 424 | 1 417 | 1 358 | 1 305 |

| 1901  | 1906  | 1911  | 1921  | 1926  | 1931  | 1936  | 1946  | 1954  |
| ----- | ----- | ----- | ----- | ----- | ----- | ----- | ----- | ----- |
| 1 283 | 1 280 | 1 346 | 1 144 | 1 113 | 1 091 | 1 080 | 1 071 | 1 022 |

| 1962 | 1968 | 1975 | 1982 | 1990 | 1999 | 2006 | 2008 | 2013 |
| ---- | ---- | ---- | ---- | ---- | ---- | ---- | ---- | ---- |
| 923  | 842  | 721  | 702  | 684  | 623  | 627  | 628  | 581  |

| 2018 | 2022 | - | - | - | - | - | - | - |
| ---- | ---- | - | - | - | - | - | - | - |
| 523  | 521  | - | - | - | - | - | - | - |

## Lieux et monuments
- La Hutte aux gabelous aussi appelée allée couverte de la Louvetière, site mégalithique du néolithique final.
- L'aubépine située devant l'église. Elle est considérée comme l'un des arbres les plus anciens de France, probablement le plus vieux[24],[25]. L'association ARBRES lui a décerné le label arbre remarquable de France en 2002[26].
- Le monument aux morts, stèle en granit, de 3,10 m de haut et 1,10 m de large, recouverte des noms des défunts de la commune des deux guerres mondiales[27].
- La chapelle Chêne-Jouanne se situe au lieu-dit le Petit-Aussé. Sur le linteau en granit de la porte est inscrite la date de sa construction (1790) ainsi que les noms des constructeurs et des propriétaires. La chapelle est surmontée d'une croix portant le Christ rouge de Pontmain[28]. Cette chapelle se situe au bord d’une petite route de campagne.
- La chapelle de la famille Levannier. Située à côté du rond-point de Saint-Mars-sur-la-Futaie, cette chapelle est décorée de sculptures qui ont été enlevées de la maison seigneuriale de la Tannière`[29].
- L'ancien prieuré de la Futaie.

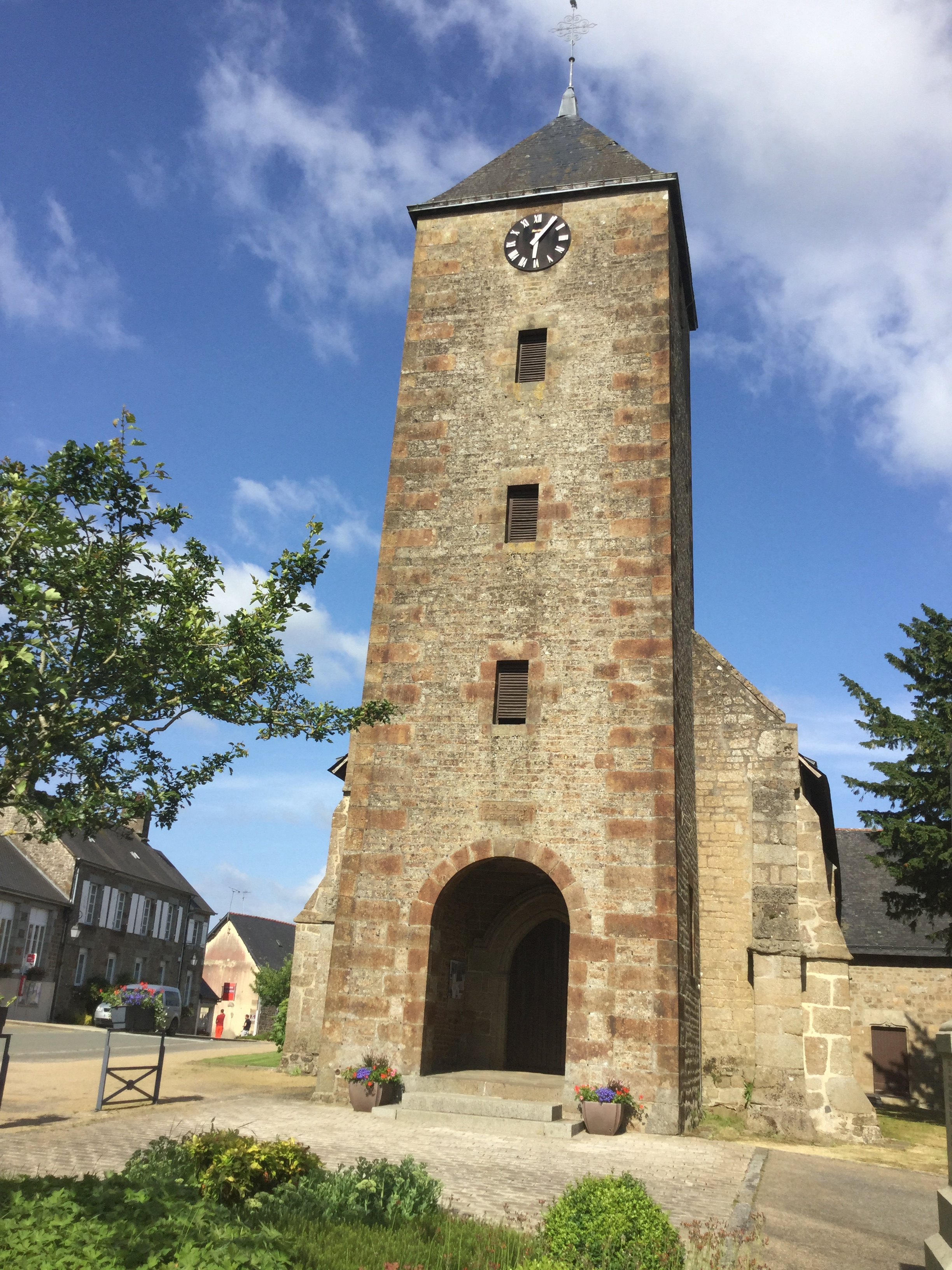
L'église et son clocher.
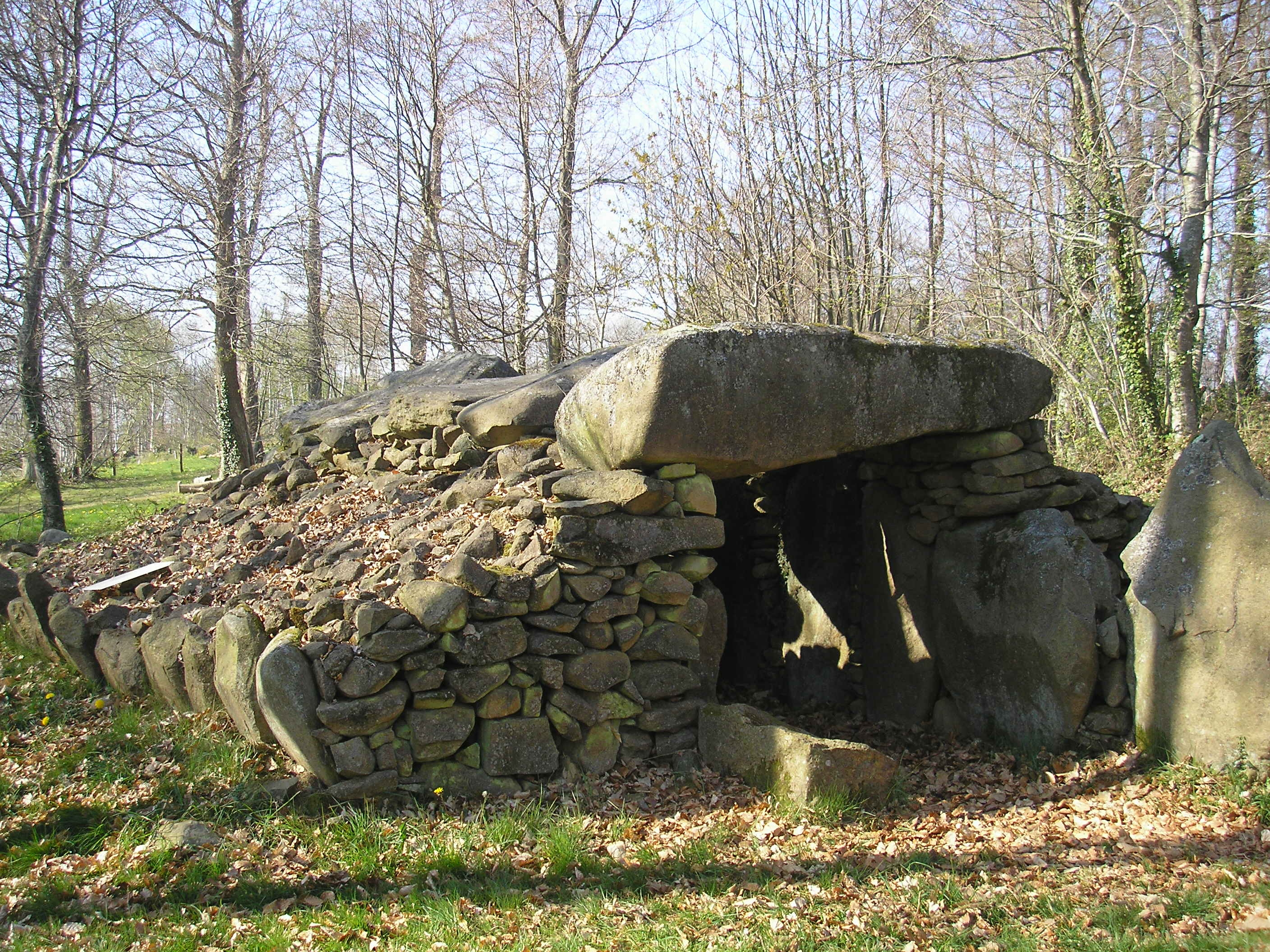
La Hutte-aux-Gabelous.
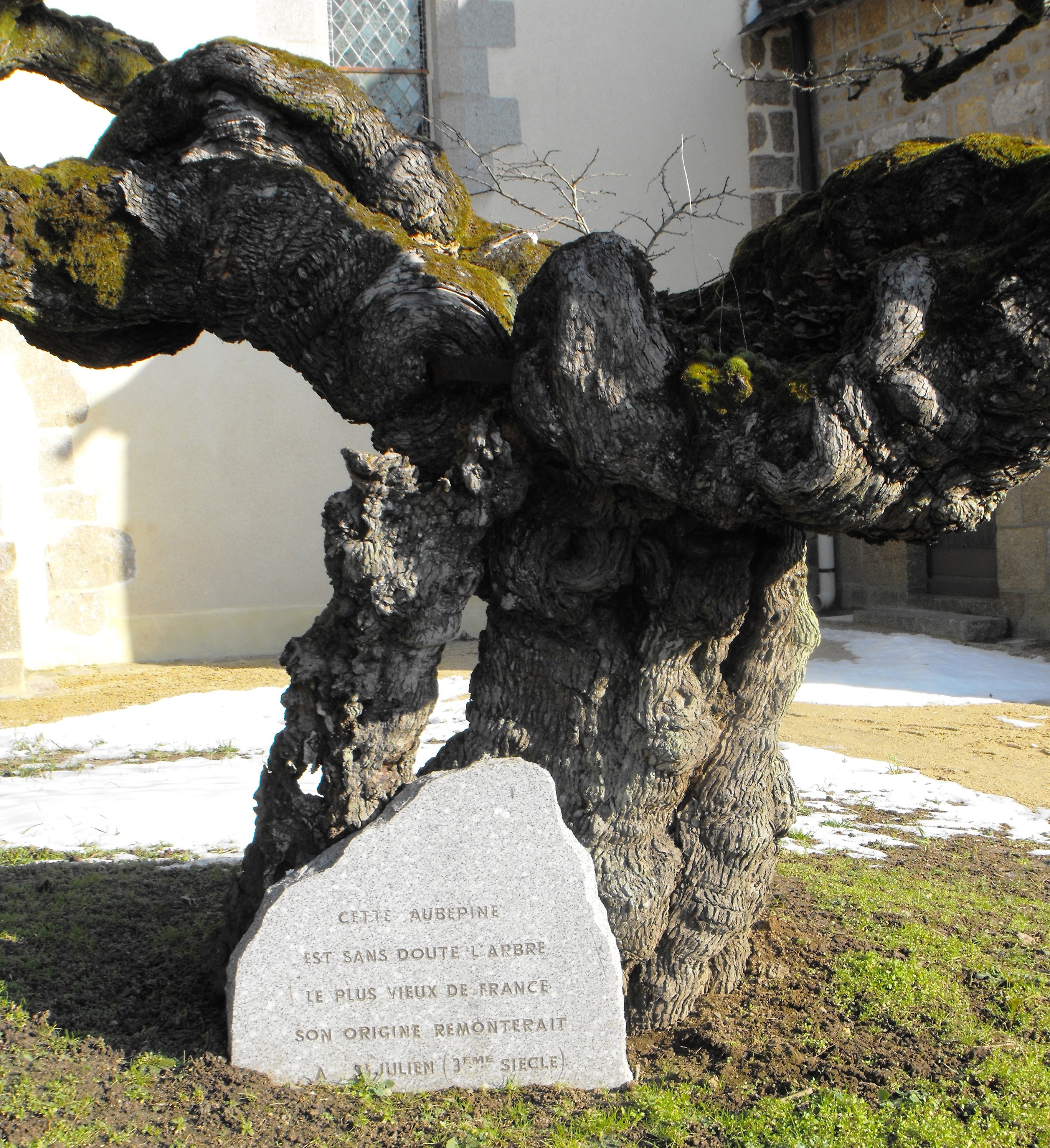
L'aubépine millénaire.
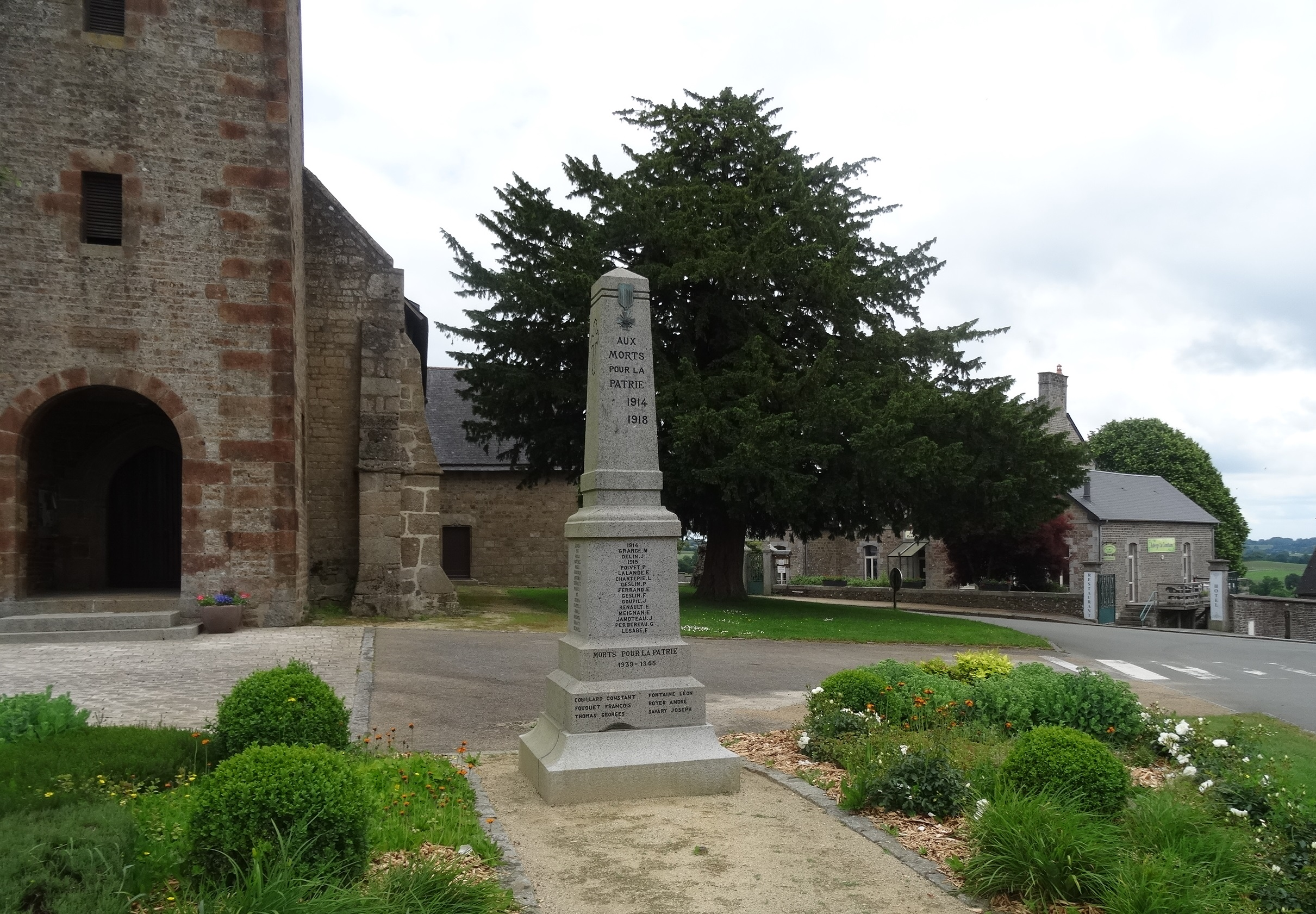
Le monument aux morts.
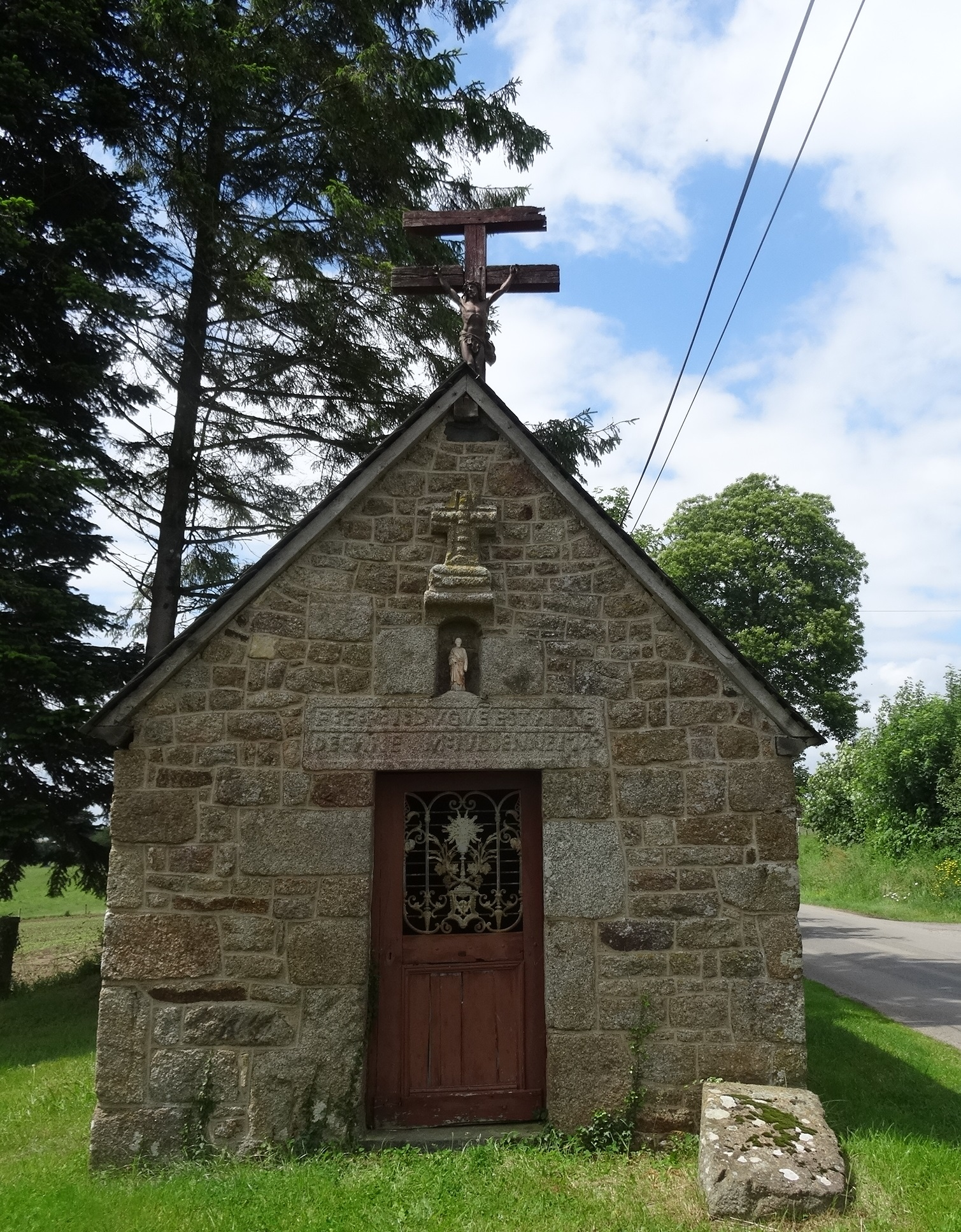
La chapelle Chêne-Jouanne.
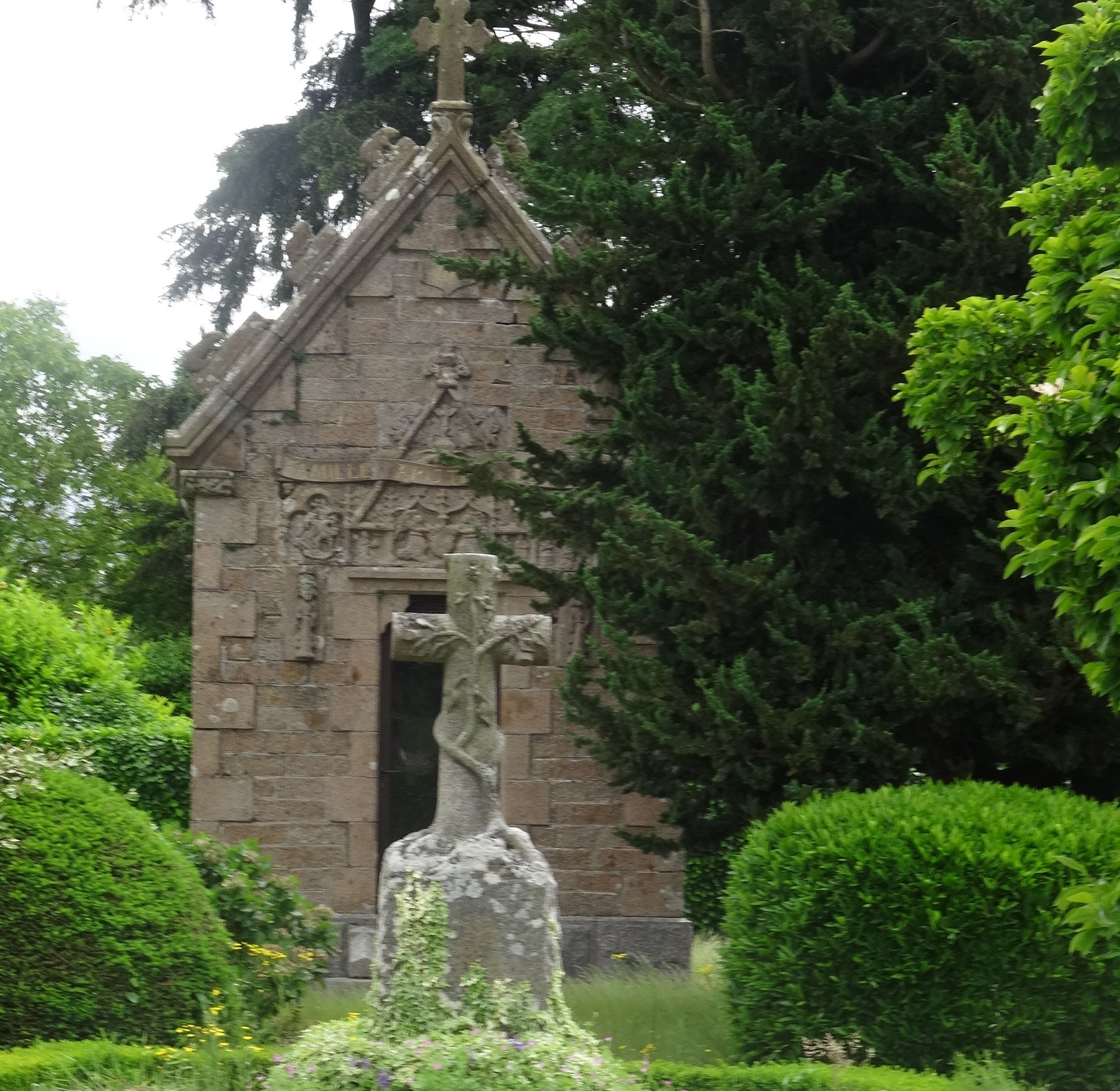
La chapelle de la famille Levannier.
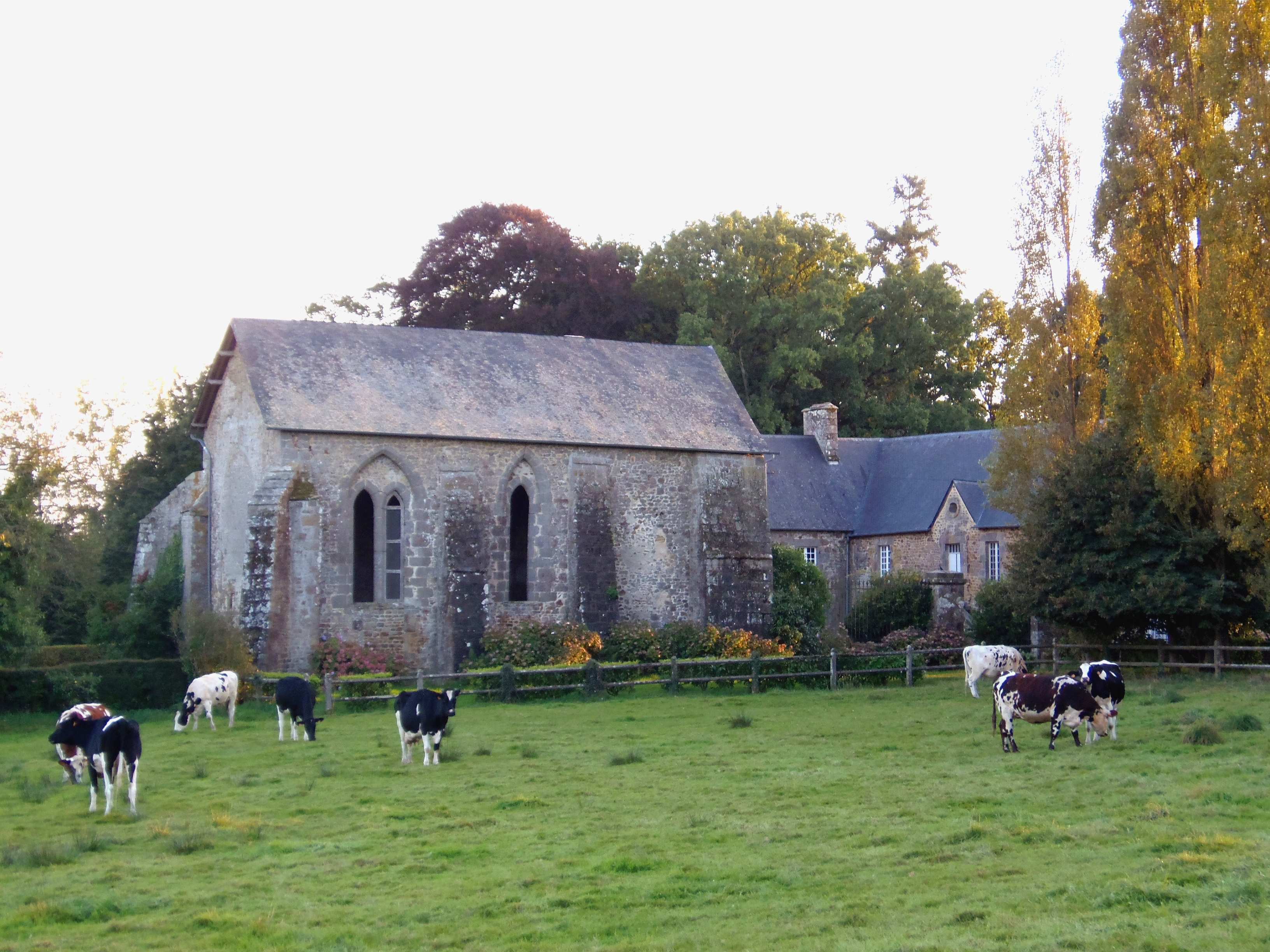
L'ancien prieuré de la Futaie.

## Personnalités liées à la commune
- Bernard de Tiron (1046-1117), appelé aussi Bernard de Ponthieu, Saint-Bernard de Ponthieu ou Saint-Bernard d'Abbeville, ermite à Saint-Mars.
- Françoise Trehet (1756 à Saint-Mars - 1794), religieuse, guillotinée à Ernée le 13 mars 1794, béatifiée par Pie XII en 1955.

## Héraldique
| Blason de Saint-Mars-sur-la-Futaie | Blason  | D’azur, à deux crosses adossées et accostées de deux larmes en fasce, le tout d’or ; Au chef vairé d’argent et de gueules, de deux tires. |
| Blason de Saint-Mars-sur-la-Futaie | Détails | L’azur indique la présence de cours d’eau dont la Futaie qui limite le territoire sud de la commune. Les crosses symbolisent les deux prieurés ermitages qui étaient présents ici. Il s’agit de celui de Saint Front d’une part et le prieuré de la Futaie d’autre part. Les larmes sont le symbole représentant Médard, le saint patron du village. Il est traditionnellement invoqué pour la pluie. Le chef est aux couleurs des armes de la famille de Scépeaux, seigneur de Saint Mars sur la Futaie pendant de longs siècles. La reprise intégrale du blason de seigneur étant interdite pour les communes, il suffit d’en emprunter un ou plusieurs éléments. Les ornements sont deux deux branches d’aubépine d’or, fleuries d’argent, mises en sautoir par la pointe et liées d’azur afin de représenter celle qui se trouve dans le village et qui est considérée comme étant le plus vieil arbre de France. Le listel d'argent porte le nom de la commune en lettres majuscules de sable. La couronne de tours dit que l’écu est celui d’une commune ; elle n’a rien à voir avec des fortifications. Le statut officiel du blason reste à déterminer. |